# Độ dẫn nhiệt

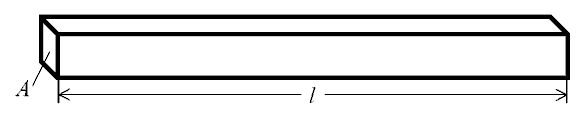
Một khối vật liệu, có chiều dài l và thiết diện A

Độ dẫn nhiệt là một đại lượng vật lý đặc trưng cho khả năng dẫn nhiệt của vật liệu.
Trong phương trình của định luật Fourier (phương trình mô tả hiện tượng dẫn nhiệt trong vật liệu), độ dẫn nhiệt xuất hiện dưới dạng một hệ số đặc trưng cho vật liệu.
Độ dẫn nhiệt được xác định bằng nhiệt lượng truyền qua một đơn vị diện tích vật liệu trong một đơn vị thời gian, dưới gradient của nhiệt độ. Thứ nguyên của độ dẫn nhiệt là [năng lượng].[diện tích]^-1.[thời gian]^-1.[nhiệt độ]^-1.[chiều dài]

## Ví dụ
Một vài ví dụ về giá trị tính của độ dẫn nhiệt cho Vật liệu xây dựng, các vật rắn khác, chất lỏng (ở nhiệt độ phòng) và khí (ở 0 °C). Độ dẫn nhiệt lớn đồng nghĩa với việc truyền nhiệt tốt hơn (nhanh hơn).
| Vật liệu xây dựng       | Vật liệu xây dựng            |
| Vật liệu                | Độ dẫn nhiệt λ [W / (m · K)] |
| ----------------------- | ---------------------------- |
| Đồng                    | 380                          |
| Hợp kim Nhôm            | 209                          |
| Đồng thau               | 120                          |
| Kẽm                     | 110                          |
| Thép không pha          | 50                           |
| Thép hợp kim cao cấp VA | 21                           |
| Chì                     | 35                           |
| Than chì                | 2,8                          |
| Bê tông                 | 2,1                          |
| Thủy tinh               | 1,0                          |
| Xi măng vôi-vữa         | 1,0                          |
| Xây gạch (Gạch đặc)     | 0,5 - 1,4                    |
| Gỗ                      | 0,13 - 0,18                  |
| Xây gạch Poroton        | 0,09 - 0,45                  |
| Xây gạch Bê tông xốp    | 0,08 - 0,25                  |
| Schaumglas              | 0,040                        |
| Glaswolle               | 0,04 - 0,05                  |
| Polystyroldämmstoffe    | 0,035 - 0,050                |
| Polyurethandämmstoffe   | ~0,035                       |
| Không khí               | 0,024                        |

| Các vật liệu khác   | Các vật liệu khác            |
| Vật liệu            | Độ dẫn nhiệt λ [W / (m · K)] |
| ------------------- | ---------------------------- |
| Ống nano cácbon     | 6000                         |
| Kim cương           | 2300                         |
| Bạc                 | 429                          |
| Vàng                | 310                          |
| Magiê               | 170                          |
| Than (Graphit)      | 119 - 165                    |
| Wolfram             | 167                          |
| Kali                | ~135                         |
| Niken               | 85                           |
| Sắt                 | 80,2                         |
| Bạch kim            | 71                           |
| Zinn                | 67                           |
| Tantal              | 54                           |
| bismuth             | 7,97                         |
| Thủy ngân           | 8,3                          |
| Nước đá (-20..0 °C) | 2,33                         |
| Nước                | 0,6                          |
| Hydrô               | 0,18                         |
| heli                | 0,144                        |
| Oxy                 | 0,023                        |
| Nitơ                | 0,02                         |
| Agông               | 0,016                        |
| CO2                 | 0,015                        |
| Titan               | 22                           |

## Chân không
Trong chân không không diễn ra sự dẫn nhiệt, sự vận nhiệt chỉ xảy ra do quá trình bức xạ nhiệt. Điều này được dùng trong chai nhiệt, để hạn chế tối đa việc vận nhiệt. Để việc vận lượng (vận chuyển năng lượng) do bức xạ nhiệt giảm tối thiểu thì bề mặt các lớp sắt và kính phải hướng về chân không phản chiếu rất tốt.